# Riella americana
Riella americana là một loài rêu trong họ Riellaceae. Loài này được M. Howe & Underw. mô tả khoa học đầu tiên năm 1903.